# Лохагара (город, Читтагонг)
Лохагара (бенг. লোহাগAড়া, англ. Lohagara) — город на юго-востоке Бангладеш, административный центр одноимённого подокруга. Площадь города равна 9,78 км². По данным переписи 2001 года, в городе проживало 22 294 человека, из которых мужчины составляли 53,89 %, женщины — соответственно 46,11 %. Плотность населения равнялась 2280 чел. на 1 км². Уровень грамотности населения составлял 42,7 % (при среднем по Бангладеш показателе 43,1 %). 